# پاله گالادبوکا
پاله گالادبوکا (به لاتین: Palle Galadebokka) یک منطقهٔ مسکونی در سری‌لانکا است که در استان مرکزی (سری‌لانکا) واقع شده‌است.